# Richard Marcinko
Richard "Dick" Marcinko" (21. studenog 1940. – 25. prosinca 2021.), umirovljeni časnik Mornarice Sjedinjenih Država hrvatsko-slovačkog podrijetla, utemeljitelj i prvi zapovjednik DEVGRU-a i Crvene ćelije. Nakon umirovljenja postao pisac, radijski voditelj, motivacijski govornik i vojni savjetnik.
Marcinko je dobitnik Srebrne zvijezde i četiri Medalje brončane zvijezde za hrabrost. Koliko je bio opasan svjedoči činjenica da je tijekom Vijetnamskog rata komunistički Viet Cong raspisao nagradu od 50.000 piastri za njegovu glavu.

## Rani život i obrazovanje
Rođen je u Landsfordu u Pennsylvaniji krajem 1940. u hrvatsko-slovačkoj obitelji. Otac je bio podrijetlom Hrvat iz Dubrava kraj Stoca u Hercegovini, a majka Romkinja iz Slovačke. Nakon što pada razred u srednjoj školi u New Brunswicku u New Jerseyu prijavljuje se u Marince, ali je odbijen jer nije imao završenu srednju školu. U rujnu 1958. primljen je u Marince kao radiovezist na mornaričku izobrazbu. Pri Školi za časničkog kandidatata diplomira 1965. te postaje ensign. Dodijeljen je SEAL timu 2 u lipnju 1966. U međuvremenu je završio preddiplomski studij međunarodnih odnosa u Mornaričkoj postdiplomskoj školi te diplomirao političke znanosti pri Sveučilištu Auburn u Montgomeryu.

## Vijetnamski rat
1967. dolazi u Vijetnam s 2. vodom, SEAL tim 2 na šestomjesečnu rotaciju. Dana 18. svibnja 1967. Marcinko vodi svoj element u napadu na Ilo Ilo Hon (otok Ilo Ilo) koji završava potapanjem šest Vietkongovih sampana (borbenih čamaca) uz velike ljudske gubitke. Američka mornarica tu je akciju nazvala “najuspješnijom operacijom SEAL-ova u delti Mekong” i dugo je bila sinonim za brz i učinkovit prepad. Za vođenje u spomenutoj akciji Marcinko dobiva prvu od svoje četiri Medalje brončane zvijezde kao i Vijetnamski križ za hrabrost sa Srebrnom zvijezdom. Tijekom Tet ofenzive, Marcinko naređuje svome vodu da pomogne elementima Specijalnih snaga Vojske Sjedinjenih Država u Chau Docu, a ono što je počelo kao ulična bitka pretvorilo se u misiju spašavanja američkih medicinskih sestara i učitelja zarobljenih u crkvi i bolnici u gradu.
Nakon što je završetka dvogodišnje službe u Vijetnamu promaknut je u čin poručnika zapovjednika. 1973. odlazi u Kambodži gdje četrnaest mjeseci savjetuje i djelatno pomaže Kambodžanima u borbi protiv režima Crvenih Kmera. 1975. Rick napušta Kambodžu i preuzima zapovjedništvo SEAL tima 2 od 1974. do '76.

## SEAL Team 6
Tijekom krize na Iranu 1979. godine, Marcinko je bio jedan od dva predstavnika Mornarice za radnu skupinu združenog načelničkog stožera poznatog kao TAT (Teroristički akcijski tim). Svrha TAT-a bila je izrada plana za oslobađanje američkih talaca u Iranu (neuspjeli pokušaj u travnju 1980.), uzrokujući tragičan ishod u operaciji Orlova kandža.
Nakon neuspjeha u Tehranu Američka mornarica uviđa potrebu osnivanja moćnijih protuterorističkih postrojbi za što zadužuje Marcinka. Marcinko je bio prvi zapovjednik nove jedinice i premda je mornarica u to vrijeme imala samo dva SEAL timova, Marcinko naziva jedinicu SEAL tim 6 kako bi zbunio Sovjetski Savez, uvjeravajući ih kako Sjedinjene Države imaju još tri SEAL timova za koje nisu znali. Osobno je izabrao SEAL-ove i Tim 6 je aktiviran sa 75 strijelaca. Iako je uobičajeno trajanje zapovjedništva dvije godine, Marcinko je bio zapovjednik Tima 6 od kolovoza 1980. do srpnja 1983.
SEAL tim 6 kasnije postaje protuteroristička jedinica Mornarice i uz Delta Force, njihovu inačicu iz Vojske, postaje jedna od glavnih vojno-protuterorističkih postrojba SAD-a.

## Crvena ćelija
Nakon što odstupa iz zapovjedništva SEAL tima 6, Marcinko od admirala Jamesa Lyonsa dobiva zadatak osnivanja jedinice za ispitivanje ranjivosti Mornarice Sjedinjenih Država na terorizam, službenog imena OP-0D6 (neslužbeno "Crvena ćelija").
1984. Ćelija ima 13 bivših SEAL-ova iz Tima 6 koji provjeravaju sigurnost pomorskih stožera, nuklearnih podmornica, brodova, civilnih zračnih luka i američkog veleposlanstva. 'Ćelija nekoliko puta sudjeluje i u osiguranju predsjedničkog zrakoplova Air Force One.

## Umirovljenje
Iz mornarice se povukao 1988., nakon 30 godina službe. Njegovi memoari Rogue Wars, objavljeni 1992., postali su bestseller u izboru New York Timesa. Uz memoare, napisao je i tri vojnička savjetnika temeljena na vlastitim iskustvima u mornarici. U međuvremenu se i nametnuo i kao plodni pisac ZF-a objavivši oko petnaest naslova od 1994. do danas. Radio je kao savjetnik pri izradi filmova G.I.Jane, Hrid i pete sezone popularne TV serije 24, dok je glumačke uloge ostvario u tri filma. Na temelju njegovih memoara američka trvtka Bethesda Softworks izradila je videoigru u kojoj je protagonist Marcinko poslan na misiju u Sjevernu Koreju kako bi onesposobio njezino nuklearno naoružanje.